# Oranjeria de la Versailles
Oranjeria de la Versailles (în franceză L'Orangerie du Château de Versailles) a fost construită de Jules Hardouin-Mansart între 1684 și 1686, înlocuind clădirea proiectată de Le Vau în 1663 - adică înaintea începerii lucrărilor la palat. Ea a fost un exemplu pentru multe astfel de grădini celebre din Europa proiectate atât pentru adăpostirea plantelor, cât și pentru a-i impresiona pe vizitatori. În timpul iernii, Oranjeria de la Versailles adăpostea mai mult de o mie de arbori în ghivece. Cei mai mulți erau arbori de citrice, dar se aflau și multe alte plante mediteraneene, inclusiv oleandri, măslini, rodii și palmieri, adică în total peste 1.055 de arbori. Din mai până în octombrie aceștia erau amplasați în aer liber, la Parterre Bas.

## Începutul cultivării citricelor

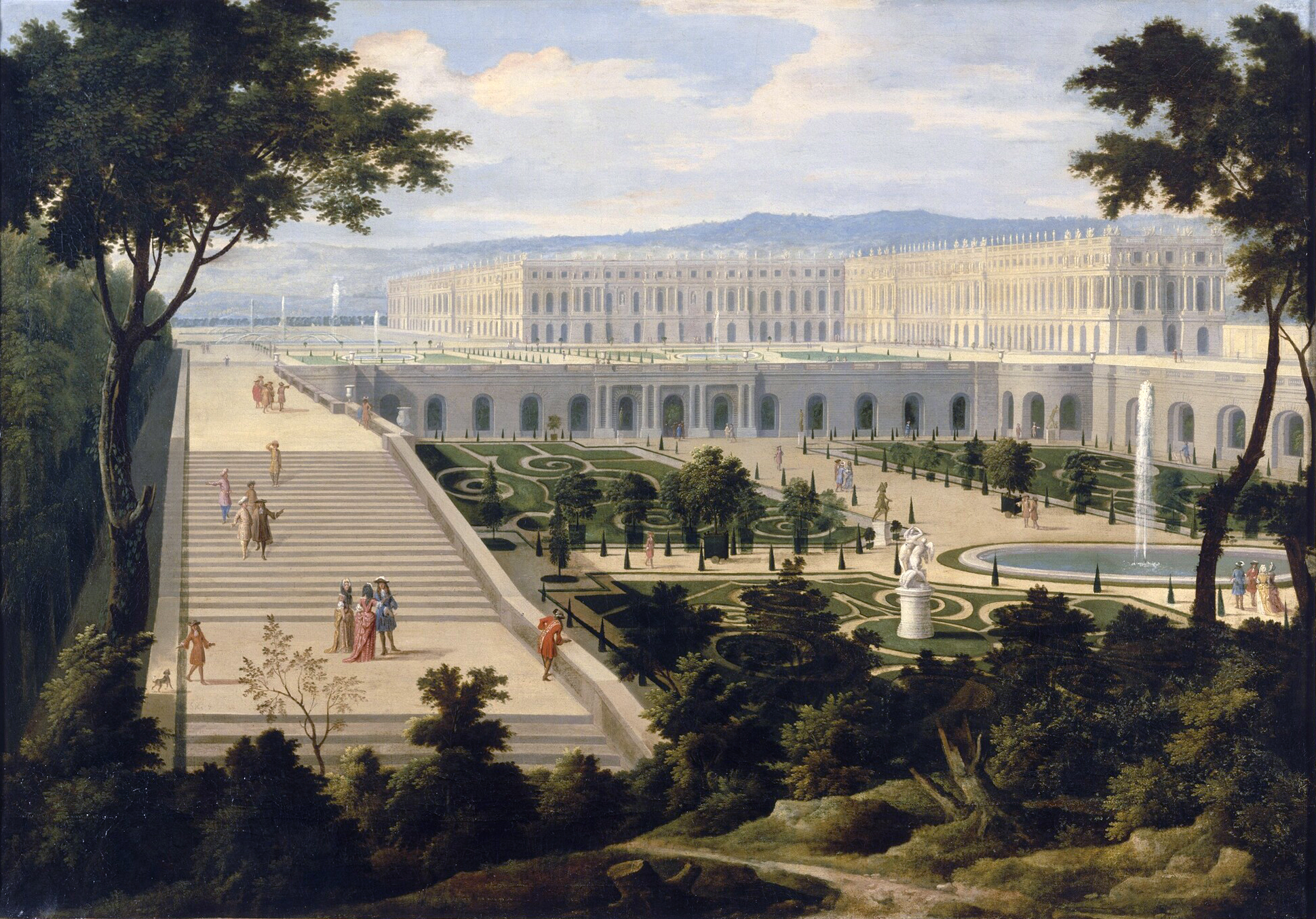
Vedere a Oranjeriei în 1695, pictură realizată de Étienne Allegrain și Jean-Baptiste Martin

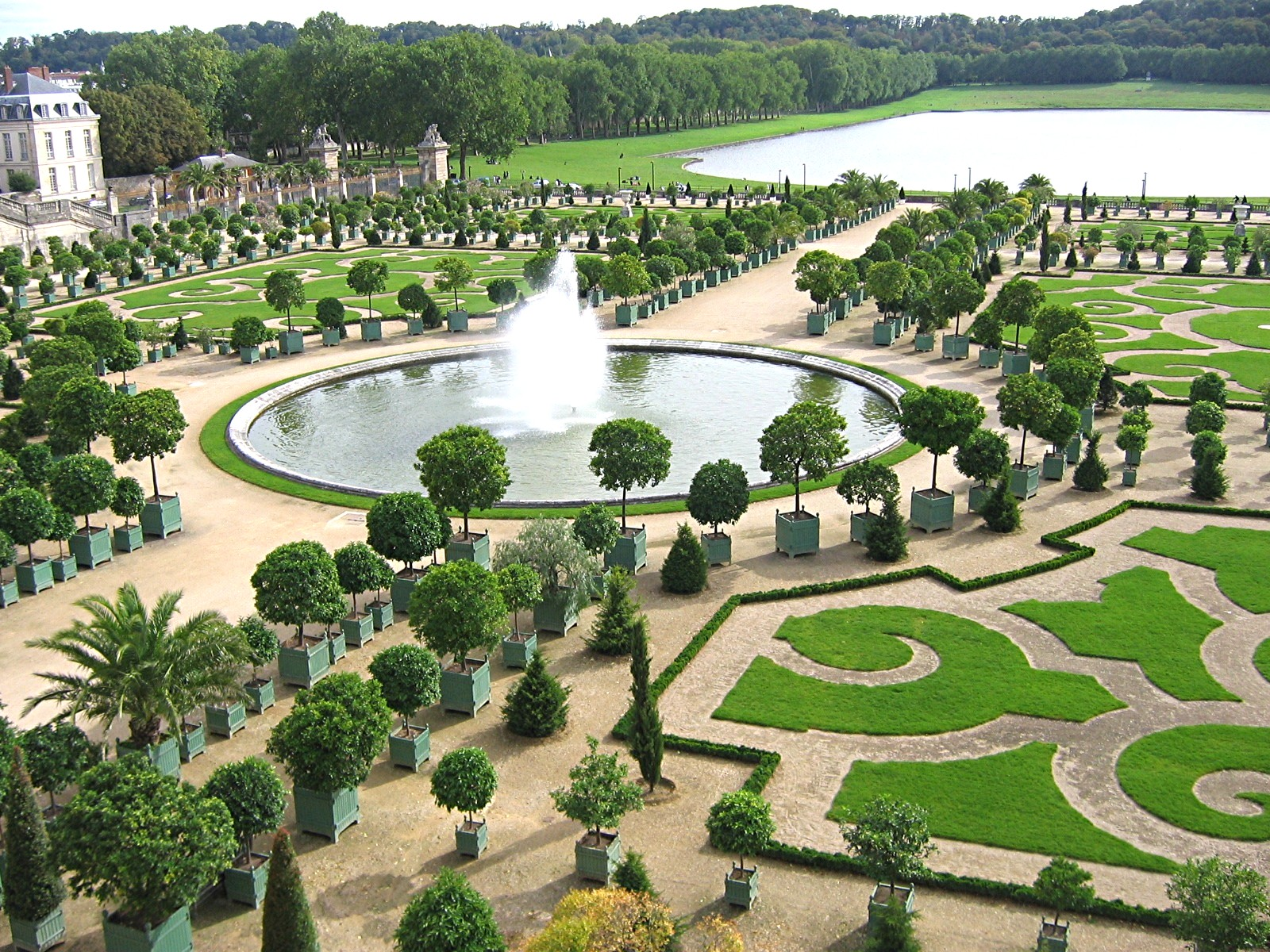
Parcul palatului de la Versailles, cu portocali în ghivece

Portocalele dulci (Citrus sinensis) au fost introduse în Europa prin secolele al XV-lea și al XVI-lea. La început erau un aliment scump. Cărțile de bucate medievale spun exact câte felii de portocală urma să primească un demnitar aflat în vizită. Citricele au devenit curând o moda pentru nobilime și negustorii bogați. Prin secolul al XV-lea, portocalele dulci au devenit alimente cu un rol bine stabilit și au dobândit o importanță comercială în Europa.
În Franța, prima oranjerie a fost construită și înzestrată de către regele Carol al VIII-lea al Franței la Castelul din Amboise. E în general admis că aducerea portocalelor dulci în Europa a fost corelată cu activitățile comerciale ale portughezilor în secolul al XV-lea și în special cu călătoria lui Vasco da Gama. Deși romanii fuseseră familiarizați cu lămâile și cu portocalele acrișoare, precum și cu chitrele, diferitele tipuri de citrice - portocalele acrișoare, lămâile și portocalele dulci - au ajuns în Europa de-a lungul mai multor secole. Prin reținerea apei și substanțelor nutritive, precum și prin utilizarea tehnicilor de tăiere, grădinarii francezi au reușit să facă arborii de citrice să înflorească pe tot parcursul anului, spre încântarea lui Ludovic al XIV-lea. Citricele au devenit motive artistico-literare în sculpturi, mozaicuri, broderii, țesături, picturi, poezii, cântece de-a lungul istoriei,iar florile de portocal rămân apreciate ca ornamente florale la nunți.

## Descriere
Galeria centrală este flancată de două galerii laterale situate sub „Escaliers des Cent Marches”. Cele trei galerii încadrează o zonă mai joasă (parterre bas). Pereții acestor galerii sunt groși de 4-5 metri, iar galeria centrală are peste 150 de metri lungime, fiind orientată spre sud pentru a optimiza efectele încălzirii naturale de către soare. Ca urmare este menținut un mediu ferit de frig fără utilizarea încălzirii artificiale pe tot parcursul anului.
În centrul zonei Parterre Bas se află un mare bazin circular cu un jet d'eau, înconjurat de peluze plantate cu arbori decorativi. Din mai până în octombrie, portocalii și alți pomi sunt expuși aici. Există peste 1.000 de recipiente diferite, unde sunt cultivate mai mulți arbori de rodie (Punica granatum), măslini (Olea europea) și portocali (Citrus sinensis) care au peste 200 de ani.

## În timpul lui Ludovic al XIV-lea
Finalizată inițial în 1663, Oranjeria a fost destinat să aprovizioneze cabana de vânătoare mai mică de la Versailles și micul alai pe care Ludovic al XIV-lea îl aducea vara cu el. În 1688, după ce curtea s-a mutat în mod oficial la Versailles, Oranjeria a fost extinsă de Jules Hardouin-Mansart. Pavilionul a fost construit pe baza teoriilor horticultorului Jean-Baptiste de la Quintinie, ale cărui scrieri au detaliat un sistem de protecție împotriva frigului pentru plantele exotice, fără utilizarea încălzirii artificiale.
Ludovic al XIV-lea iubea portocalii și acești arbori au fost plantați în ghivece masive din argint plasate de-a lungul camerelor oficiale ale Palatului pentru a parfuma aerul. Oranjeria era destinată să aprovizioneze palatul cu arbori și să aprovizioneze curtea cu fructe pe tot parcursul anului. În 1664, la un an după ce prima Oranjerie a fost finalizată, fostul ministru de finanțe al lui Ludovic al XIV-lea, Nicolas Fouquet, a fost condamnat pentru administrare defectuoasă, iar bunurile sale au fost confiscate de Coroană. Acestea au inclus peste 1.000 de portocali de la Castelul Vaux-le-Vicomte, care au fost aduși la Oranjerie.
Conținând mai multe mii de arbori în anii 1790, Oranjeria a fost cea mai mare grădină de acest fel din Europa și un important punct de atracție pentru vizita diplomaților străini și a monarhilor străini. În 1698 ambasadorul britanic în Franța, William Bentinck, primul conte de Portland, raporta regelui William al III-lea că a fost dus să vadă portocalii de la Versailles, dar i-a comparat nefavorabil cu propria colecție a lui William din Olanda.

## Localizarea în grădină
Oranjeria de la Versailles se află sub un strat de flori cunoscut sub numele de „parterre du midi”. Galeria ei centrală are 155 de metri lungime, iar fațada ei este îndreptată spre sud. „Parterre Bas” este mărginit în partea de sud de o balustrada cu vedere către Școala Militară de la Saint-Cyr. Aceasta separă oranjeria de Iazul Elvețian.